# Chevaliers de la couronne
 (décembre 2015).
Les Chevaliers de la couronne sont une unité de cavalerie de l'Armée de Condé. Ils ont l'habit bleu liseré de rouge de la cavalerie noble, à une seule rangée de boutons dorés, gilet, ceinturon, culotte blanche, casque or couvert de peau de phoque de Kerguelen et fourrure de panthère, queue et pompons. Le premier nom exact de ce corps est Chevaliers-dragons de la couronne? de 1791 à 1795.

## Histoire du régiment

### Constitution
Formé à Worms, le 19 novembre 1791, cette unité est destinée à l’Armée de Condé. C’est un corps de cavalerie de trois cents gentilshommes ou jeunes gens de bonne famille, désignés sous le nom de chevaliers-dragons de la couronne, que le comte de Bussy, gentilhomme émigré de Bourgogne, avec une somme assez considérable, met sur pied. Ils sont le premier noyau de l'armée que le prince a résolu de rassembler. Le comte Louis de Frotté et le prince de Talmont prennent du service aux Chevaliers de la couronne. Le chevalier de Puymaigre est lui aussi attaché aux Chevaliers de la couronne. En janvier 1792, le régiment des Chevaliers de la Couronne va à Ettenheim, puis à Oberkirch. Condé n’a, à cette époque, que deux mille hommes sous ses ordres et ils l’accompagnent.

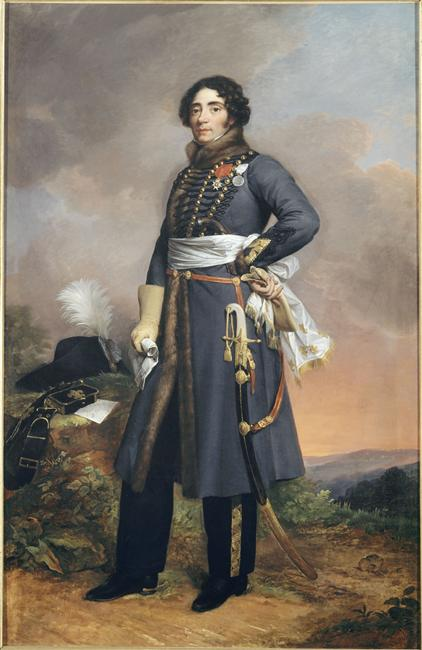
Fin 1791, le comte Louis de Frotté prend du service aux Chevaliers-dragons de la couronne.

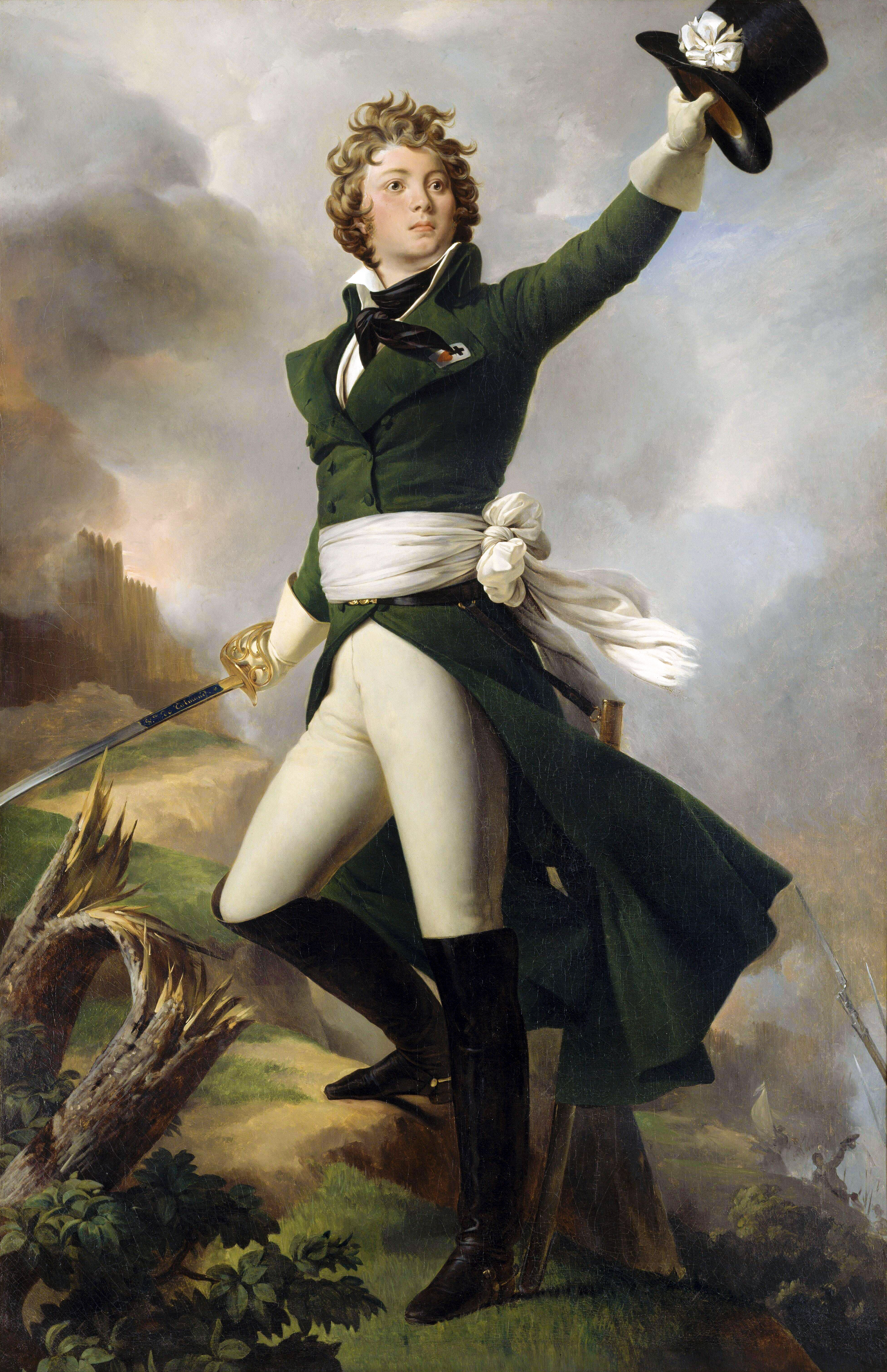
Antoine-Philippe de La Trémoïlle fait une première campagne avec l’uniforme des Chevaliers-dragons de la couronne - aide de camp du comte d'Artois (futur Charles X de France).

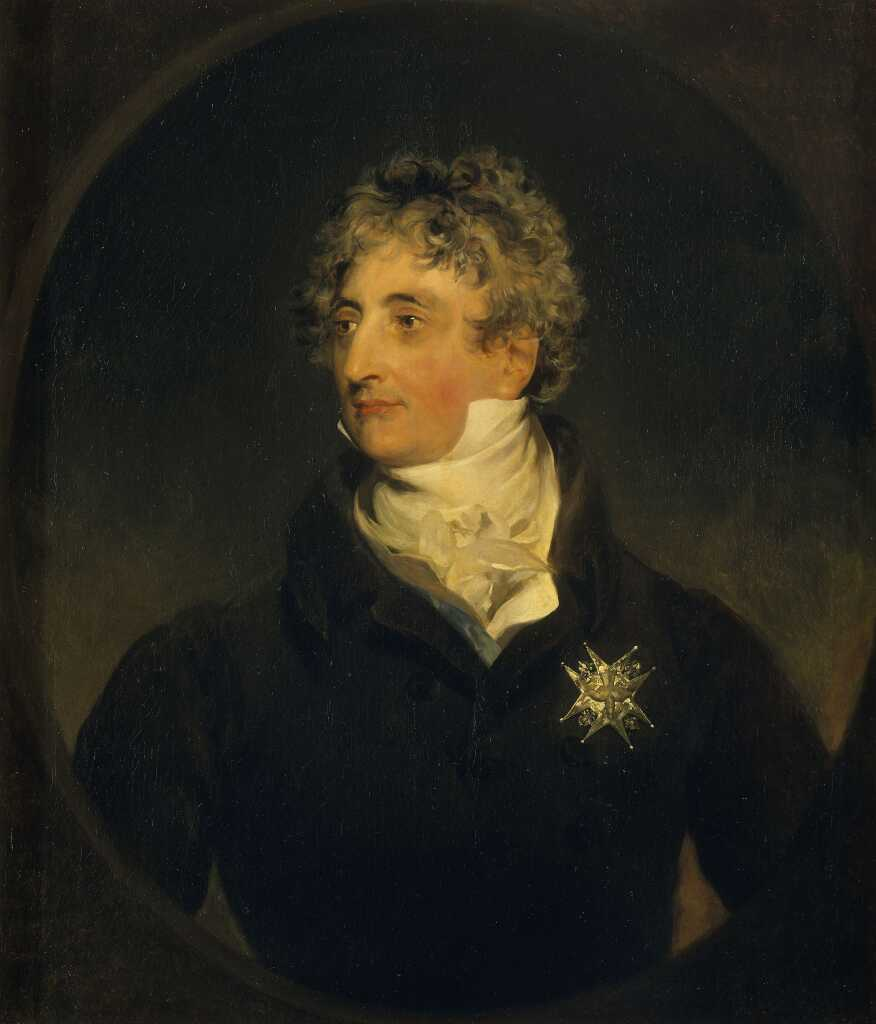
Le duc de Richelieu commande les chevaliers-dragons de la couronne, mais donne sa démission et est remplacé par le duc Marie-François d'Harcourt, neveu de François-Henri d'Harcourt.

Le roi de Prusse retrouve à Germersheim le prince Condé, qui le reçoit à la tête d’un bataillon de gentilshommes dont S. M. fit la revue, ainsi que de quelques autres corps, tels que les chevaliers de la couronne et la Légion de Mirabeau.
Les débuts de la campagne sont prometteurs. Les troupes de Theobald de Dillon sont chassées des Pays-Bas et ses soldats crient à la trahison et ils le massacrent le 28 avril 1792. La pression des coalisés semble irrésistible.
Louis de Frotté et les chevaliers-dragons de la couronne sont en colère de ne pas avoir combattu à la bataille de Valmy et de l’attitude de leurs alliés qui se replient sans raison. Cette retraite, du fait de la boue, de l’eau des puits et des mares empoisonnées par les cadavres, de l’attitude des populations patriotes du Nord et l’Est, est un cauchemar. Des civils royalistes craignant pour leurs vies aggravent cette débâcle. Le 23 novembre 1792, un ordre du jour des comtes d'Artois (futur Charles X de France) et de Provence dissout les unités d’émigrés.

### Autriche
Néanmoins, les troupes de Condé continuent de combattre aux côtés des Autrichiens. En 1793, les hussards de Léopold-Toscane et les Chevaliers de la Couronne, qui sont à Sandern, reçoivent ordre de se porter dans la plaine de Rilsheim, y arrivent en même temps qu’une brigade allemande, ayant à leur tête le duc de Bourbon et le duc d'Enghien. Le désordre de l'armée ennemie est tel dans cet instant que sa cavalerie se précipite à toutes jambes, dans sa fuite, sur son infanterie, car celle-ci l'ayant prise « pour celle des émigrés et l’a fusillée. Il est résulté de cette méprise une perte considérable en hommes et en chevaux pour les ennemis. On estime celle qu'ils font dans cette journée à deux mille hommes, et elle eût été bien plus considérable si les deux avant-gardes d'Hotzé et de Viomesnil eussent pu se mettre à leur poursuite ; six mille hommes en eussent probablement repoussé trente mille jusqu'aux lignes; mais le maréchal de Wurmser, ne voulant sans doute rien compromettre, envoie ordre de ne point se porter au-delà de la position que précédemment l'on occupait.
Le maréchal de Wurmser multiplie les erreurs de tactique, mais M. de Salgues ayant été joint par un piquet de cavalerie, composé des Hussards de Salm-Kirburg, des Uhlans de Mirabeau et des chevaliers de la couronne, le projet qu'il annonce de reprendre la redoute, qui a été occupée sur le champ par les républicains, est accueilli avec transport par sa petite troupe, qu'il distribue en trois parties égales afin d'attaquer sur trois points. M. de Salgues prend le commandement d'une de ces colonnes, et les deux autres sont conduites par le vicomte de Cluny et par M. de Laureau. Cette valeureuse troupe se met en mouvement dans le plus grand silence, égorge les deux premières sentinelles et arrive près de la redoute, où elle essuie, sans tirer un seul coup, le feu des trois cents républicains qui l'occupent, et les gentilshommes ayant attaqué le poste, la baïonnette au bout du fusil, l'emportent, malgré l'extrême supériorité de ceux qui la défendaient, et y entrent en faisant retentir l'air des cris de vive le Roi !.
Au même moment, le général Puymaigre, du corps de Condé, qui se trouvait à cette aile droite à la tête de deux piquets de gentilshommes et de chevaliers de la couronne, chargea avec eux, aux cris de vive le Roi ! un détachement de cavalerie républicaine qu'il repousse jusque sous le canon que l'ennemi avait sur le Galgenberg!.
Les chevaliers de la couronne doivent souvent secourir d’autres unités. Ils soutiennent des carabiniers que le feu de l'artillerie des républicains a déjà mis en désordre et qui sont poursuivis par de la cavalerie fraîche. Les carabiniers hongrois les rejoignent et le lieutenant-colonel, commandant cette division, vient sur-le-champ leur faire ses remerciements. Il en adresse de particuliers au chevalier d'Arbaud, aide- major des chevaliers de la couronne qui, avec autant d'adresse que de courage, a sauvé un bas-officier de carabiniers. Je vis, dans cette circonstance, un exemple de la rage qu'avait, particulièrement inspiré aux Hongrois l'assassinat de notre reine, écrit Ecquevilly.
Les combats continuent malgré tout. Moreau bat en retraite, nullement suivi par les Autrichiens, mais vivement par l'avant-garde condéenne toujours menée par d'Enghien. On escarmouche à Aichach, on livre bataille le 30 septembre 1793 à Schussenried (300 tués ou blessés) et le 2 octobre à Biberach où Moreau surprend complètement les Impériaux, les met en déroute et leur fait perdre plus de 4 000 hommes. Si la débâcle n'est pas une catastrophe, c'est uniquement grâce à l'armée de Condé. La petite artillerie condéenne, les compagnies du quartier général, les chevaliers de la couronne s'y distinguent particulièrement et sauvent véritablement les Autrichiens.
Jean Victor Marie Moreau dira le lendemain d’une demi-victoire : Sans cette poignée d'émigrés, l'armée autrichienne était à moi !.
Les Chevaliers de la Couronne participent à la 1re bataille de Wissembourg. Cette unité ne compte à cette époque que 200 hommes.
En 1795, l'ordre du licenciement du corps des chevaliers-dragons de la Couronne par le prince de Condé est proposé au roi, comme le seul moyen de mettre un terme à la dissension qui s'était élevée entre M. de Bussy, chef de ce corps et les chevaliers qui lui avaient su très mauvais gré d'avoir entamé, sans les consulter, des négociations avec l'empire pour le faire passer à sa solde. Les chevaliers-dragons de la Couronne sont recréés sur-le-champ sous le nom de chevaliers de la Couronne. Leur formation est absolument assimilée à celle des autres corps de cavalerie, et l'on profite de cette circonstance pour faire quelques changements nécessaires dans la composition des officiers.

### Royaume-Uni
En Angleterre, Louis de Frotté sert dans le régiment des Chevaliers de la couronne du vicomte de Bussy et prépare l’insurrection de sa province natale. Voulant signaler son dévouement pour la cause des Bourbon, il sollicite vivement à Londres, en 1794, auprès de M. de Puisaye, chargé des intérêts du roi en Bretagne, l'autorisation de passer en France pour faire s'insurger la Normandie, où il a des intelligences. Les Chevaliers de la couronne sont l’un des quatre corps qui forment "l'Armée des royalistes de Normandie et de la lisière du Bas-Maine". Les Chevaliers de la Couronne rassemblent deux ou trois cents gentilshommes de seize à vingt ans. Lors d’une bataille, Frotté reste toute la journée sur le champ de bataille, en montrant beaucoup de courage et de sang-froid. Les trois compagnies d'élite, les Chevaliers de la Couronne, sous les ordres de Mandat et de du Breuil ; les grenadiers de Saint-Jean, commandés par Moulin, et les transfuges, par Saint-Louis, sauvent les dernières colonnes en protégeant la retraite.
À la bataille de Biberach (1796), nous retrouvons les Chevaliers de la Couronne et le régiment du Dauphin cavalerie avec 300 autres cavaliers.
Le paysan allemand est plus dangereux que le républicain français pour le soldat de Condé. Il assomme, il dépouille tout Français isolé. L'émigré sabre cette canaille, chasse sur les terres des moines, mène brusquement la galanterie avec les filles. Les jeunes Allemandes se pressent en troupes nombreuses autour des campements de l'armée de Condé. Elles rodent dans les bois et près des feux de bivouac. Les torts ne sont pas toujours du côté des Allemands. Une fille s'étant avisée de se plaindre que des hussards l'avaient violée, Condé fait donner de l’argent à la coquine. Une autre fois, des chevaliers de la couronne courtisant une fille de paysan ont une querelle avec le père, qui est tué.